# 土屋愛子
土屋 愛子（つちや あいこ、6月10日 - ）は、日本の元フリーアナウンサー、元富山テレビ放送の契約アナウンサー、元東海ラジオ放送の契約アナウンサー。活動当時は名古屋タレントビューローに所属。岐阜県出身。富山大学卒業。身長153cm。血液型B型。既婚。

## 来歴
大学卒業後、名古屋タレントビューローに所属。活動開始当初はFM三重やFM愛知でニュース読みなどを担当していたほか、岐阜テレビやケーブルテレビの番組でリポーターを務めていた。
2004年12月に富山テレビへ出向し、2005年12月まで同局の契約アナウンサーを務めた。大学時代を過ごした住み慣れた土地での勤務だったが、結婚を機に富山テレビとの契約を終了。名古屋へ戻った後は、2007年11月から2008年3月まで東海ラジオの短期契約アナウンサーを務めていた。
現在は名古屋タレントビューローからも籍を外し、子育てや資格取得などに励む日々を送っている。

## 過去の担当番組
- いきいきマイタウン（ケーブルテレビ可児）
- いこまいか東濃路（ケーブルテレビ可児）
- あなたの街から（岐阜テレビ）
- マイシティ一宮（ICCチャンネル）
- 水都ピア通信おおがき（チャンネルOCT）
- 味一番店自慢（チャンネル長良川）
- 笑顔がいっぱい大安ジャスコ（チャンネルCTY）
- いい生活。（富山テレビ）
- Youドキッ!たいむ（富山テレビ、リポーター）
- BBTスーパーニュース（富山テレビ、主に土曜日担当）
- 週刊!とやま元気家族（富山テレビ、リポーター）